# Estret de Barrow
L'estret de Barrow (en anglès Barrow Strait) és un estret que es troba al nord del Canadà, a la part central del Pas del Nord-oest. Administrativament les seves aigües i les costes que banyen pertanyen al territori autònom de Nunavut, Canadà.

## Geografia
L'estret està localitzat a la part central de l'arxipèlag àrtic canadenc, separant diverses grans illes: al nord l'illa Devon, l'illa de Cornwallis i l'illa de Bathurst, al sud l'illa Somerset i l'illa del Príncep de Gal·les.
És a la part central del Canal de Barrow i és la continuació de l'estret de Lancaster, en la seva confluència amb l'estret del Príncep Regent. La boca oriental està delimitada per una línia que es troba entre el cap Hurd (passada la badia Maxwell, a l'illa Devon) i el cap Clarence (a l'illa Somerset), amb una amplada de 45 km. Finalitza en aigües del Canal del Vescomte Melville, sent els límits de la seva boca occidental, d'uns 106 km, d'ample, una línia entre el cap Cockburn (a l'illa Bathurst) i la punta Milne (a l'illa del Príncep de Gal·les). L'estret té una longitud total de 270 km, i una amplada que varia entre 30-70 km. Les seves aigües són molt profundes.
Les primeres 30 milles del tram oriental no tenen illes i habitualment no es congelen fins a finals de novembre ni la banquisa es consolida fins a final de desembre.

## Fauna
A la zona de l'estret de Barrow hi viuen la guineu àrtica, diverses aus, l'os polar, la foca anellada, així com balenes al llarg del límit del gel, prop de l'illa Leopold. Quan el fred consolida el gel a la part central i occidental de l'estret proporciona un pont per al pas dels caribús.

## Història

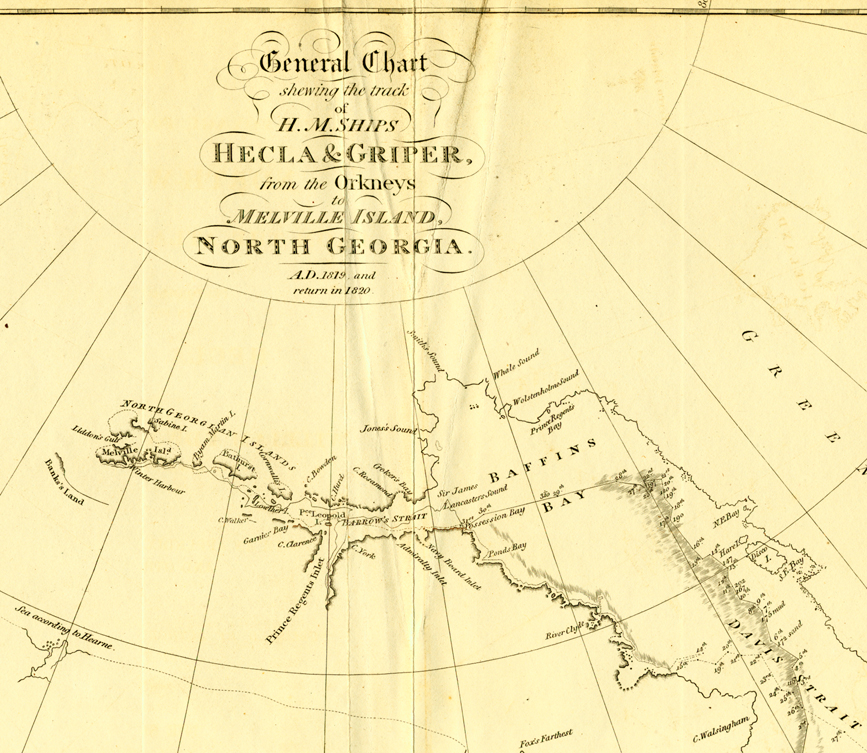
Carta del viatge de William Edward Parry (1819-20) amb els vaixells HMS Hecla & Griper.

Les aigües de l'estret de Barrow foren navegades per primera vegada pels occidentals durant la segona expedició a l'àrtic efectuada per l'explorador britànic i capità de la Royal Navy, William Edward Parry, entre 1819 i 1820 a la recerca del pas del Nord-oest. Parry, que ja havia estat a l'àrtic amb John Ross (explorador àrtic), va aconseguir el comandament d'una nova expedició àrtica formada per dos vaixells, l'HMS Hecla, de 375 tones, sota el seu comandament, i l'HMS Griper, de 180 tones, sota el comandament del tinent Matthew Liddon. Van salpar d'Anglaterra pel maig de 1819 i el 4 d'agost arribaren a l'estret de Lancaster, que lliure de gel, els va permetre avançar ràpidament cap a l'oest. Després hivernar a Winter Harbour, a l'illa de Melville, a l'agost de l'any següent, alliberats els vaixells, van reprendre la ruta cap a l'oest, no aconseguint arribar més enllà de 113° 47′ oest, just al davant l'extrem meridional de l'illa de Melville. Parry va decidir fer marxa enrere, convençut que el pas no es trobava en aquella ruta, arribant a Anglaterra el novembre de 1820 després d'un viatge d'un èxit gairebé sense precedents en què es va completar més de la meitat del trajecte entre Groenlàndia i l'estret de Bering. La narració d'aquest viatge va ser publicada el 1821 amb el títol Journal of a Voyage to discover a North-west Passage.
En aquesta travessia van descobrir molts canals, estrets i illes totalment desconegudes en un arxipèlag que durant molt de temps es va anomenar arxipèlag de Parry, i que des de 1953 s'anomena de la Reina Elisabet. Un d'aquests estrets descoberts fou l'estret de Barrow, que porta el nom de Sir John Barrow, estadista i geògraf britànic de l'Almirallat.
El 1853 l'explorador britànic Edward Belcher, mentre participava en una expedició de recerca de John Franklin, també es va internar en aquestes aigües, quedant atrapats en el gel quatre dels seus cinc vaixells. Van poder tornar i més endavant un dels vaixells, el HMS Resolute, va ser recuperat per un balener estatunidenc el 1856.